# Gredice (Brčko)
Pour les articles homonymes, voir Gredice.
Gredice (en serbe cyrillique : Гредице) est un village de Bosnie-Herzégovine. Il est situé dans le district de Brčko. Selon les premiers résultats du recensement de 2013, il compte 1 184 habitants.

## Géographie
Le village est situé à la confluence de la rivière Gabela et de la Save (un affluent du Danube).

## Démographie

### Évolution historique de la population dans la localité
| 1948 | 1953 | 1961 | 1971 | 1981 | 1991 | 2013  |
| ---- | ---- | ---- | ---- | ---- | ---- | ----- |
| -    | -    | 679  | 762  | 729  | 303  | 1 184 |

|  |